# Championship League 2024
Die BetVictor Championship League 2024 war ein Einladungsturnier der Snooker-Saison 2023/24. Die acht Gruppenrunden wurden verteilt auf vier Termine zwischen dem 2. Januar und dem 13. März 2024 gespielt. Die Morningside Arena von Leicester war zum siebten Mal Austragungsort.
John Higgins hatte die letzten beiden Ausgaben der Championship League als Einladungsturnier gewonnen. Er schaffte es erneut in die Winners’ Group, schied aber im Halbfinale gegen Joe O’Connor aus. O’Connor wiederum verlor das Endspiel mit 1:3 gegen Mark Selby. Es war das erste Mal, dass Selby die Championship League gewann.

## Preisgeld
Da es sich bei der Championship League um ein Einladungsturnier handelt, zählt das Preisgeld nicht für die Snookerweltrangliste. Die Prämienverteilung und -höhe ist in diesem Format im Wesentlichen seit der Erstausgabe des Turniers 2008 gleich geblieben.
| Gruppen 1–7                            | Preisgeld |
| -------------------------------------- | --------- |
| Sieger                                 | 3.000 £   |
| Finalist                               | 2.000 £   |
| Halbfinalist                           | 1.000 £   |
| Prämie pro Framegewinn (K.-o.-Phase)   | 300 £     |
| Prämie pro Framegewinn (Gruppenspiele) | 100 £     |
| Höchstes Break                         | 500 £     |

| Winners’ Group                         | Preisgeld |
| -------------------------------------- | --------- |
| Turniersieger                          | 10.000 £  |
| Finalist                               | 5.000 £   |
| Halbfinalist                           | 3.000 £   |
| Prämie pro Framegewinn (K.-o.-Phase)   | 300 £     |
| Prämie pro Framegewinn (Gruppenspiele) | 200 £     |
| Höchstes Break                         | 1.000 £   |

## Qualifikationsgruppen
In jeder der sieben Gruppen traten sieben Spieler im Round-Robin-Modus gegeneinander an. Die ersten vier Spieler jeder Gruppe qualifizierten sich für eine K.-o.-Phase, in der der Gruppensieger bestimmt wurde. Nur dieser qualifizierte sich für die abschließende Winners’ Group. Die in der K.-o.-Phase unterlegenen Spieler sowie der auf Rang 5 platzierte Spieler traten in der folgenden Gruppe wieder an. Die beiden Gruppenletzten schieden aus dem Turnier aus.
Anders als bei den vorangegangenen beiden Einladungsturnieren erstreckte sich das Turnier nicht über den Jahreswechsel, sondern begann erst im zweiten Kalenderjahr der Saison gleich nach Neujahr.

### Gruppe 1
Die Spiele der ersten Gruppe fanden am 2. und 3. Januar 2024 statt. Stuart Bingham stand nach 2 Niederlagen an Tag 1 schon kurz vor dem Aus, ein makelloser zweiter Tag bescherte ihm aber den Gruppensieg. Mit Noppon Saengkham schied der Finalist der vorangegangenen Scottish Open aus, mit Robert Milkins verabschiedete sich ein weiterer besser eingeschätzter Spieler bereits zum Auftakt.

#### Gruppenspiele
| Spiel | Spieler 1      | Ergebnis | Spieler 2        |
| ----- | -------------- | -------- | ---------------- |
| 1     | Kyren Wilson   | 03:03    | Stuart Bingham   |
| 2     | Ryan Day       | 23:23    | Gary Wilson      |
| 3     | Kyren Wilson   | 03:03    | Chris Wakelin    |
| 4     | Robert Milkins | 30:30    | Noppon Saengkham |
| 5     | Ryan Day       | 13:13    | Stuart Bingham   |
| 6     | Chris Wakelin  | 23:23    | Noppon Saengkham |
| 7     | Kyren Wilson   | 31:31    | Ryan Day         |
| 8     | Robert Milkins | 31:31    | Gary Wilson      |
| 9     | Ryan Day       | 23:23    | Chris Wakelin    |
| 10    | Stuart Bingham | 23:23    | Gary Wilson      |
| 11    | Robert Milkins | 30:30    | Chris Wakelin    |
| 12    | Kyren Wilson   | 23:23    | Noppon Saengkham |

| Spiel | Spieler 1      | Ergebnis | Spieler 2        |
| ----- | -------------- | -------- | ---------------- |
| 1     | Kyren Wilson   | 03:03    | Stuart Bingham   |
| 2     | Ryan Day       | 23:23    | Gary Wilson      |
| 3     | Kyren Wilson   | 03:03    | Chris Wakelin    |
| 4     | Robert Milkins | 30:30    | Noppon Saengkham |
| 5     | Ryan Day       | 13:13    | Stuart Bingham   |
| 6     | Chris Wakelin  | 23:23    | Noppon Saengkham |
| 7     | Kyren Wilson   | 31:31    | Ryan Day         |
| 8     | Robert Milkins | 31:31    | Gary Wilson      |
| 9     | Ryan Day       | 23:23    | Chris Wakelin    |
| 10    | Stuart Bingham | 23:23    | Gary Wilson      |
| 11    | Robert Milkins | 30:30    | Chris Wakelin    |
| 12    | Kyren Wilson   | 23:23    | Noppon Saengkham |

| Spiel | Spieler 1      | Ergebnis | Spieler 2        |
| ----- | -------------- | -------- | ---------------- |
| 13    | Robert Milkins | 31:31    | Stuart Bingham   |
| 14    | Gary Wilson    | 23:23    | Noppon Saengkham |
| 15    | Robert Milkins | 23:23    | Ryan Day         |
| 16    | Gary Wilson    | 23:23    | Chris Wakelin    |
| 17    | Ryan Day       | 23:23    | Noppon Saengkham |
| 18    | Chris Wakelin  | 32:32    | Stuart Bingham   |
| 19    | Kyren Wilson   | 13:13    | Robert Milkins   |
| 20    | Kyren Wilson   | 23:23    | Gary Wilson      |
| 21    | Stuart Bingham | 23:23    | Noppon Saengkham |

| Spiel | Spieler 1      | Ergebnis | Spieler 2        |
| ----- | -------------- | -------- | ---------------- |
| 13    | Robert Milkins | 31:31    | Stuart Bingham   |
| 14    | Gary Wilson    | 23:23    | Noppon Saengkham |
| 15    | Robert Milkins | 23:23    | Ryan Day         |
| 16    | Gary Wilson    | 23:23    | Chris Wakelin    |
| 17    | Ryan Day       | 23:23    | Noppon Saengkham |
| 18    | Chris Wakelin  | 32:32    | Stuart Bingham   |
| 19    | Kyren Wilson   | 13:13    | Robert Milkins   |
| 20    | Kyren Wilson   | 23:23    | Gary Wilson      |
| 21    | Stuart Bingham | 23:23    | Noppon Saengkham |

#### Tabelle
| Pos. | Spieler          | Gegner | Gegner | Gegner | Gegner | Gegner | Gegner | Gegner | Partien | Frames | Punkte | Preisgeld NB |
| ---- | ---------------- | ------ | ------ | ------ | ------ | ------ | ------ | ------ | ------- | ------ | ------ | ------------ |
| Pos. | Spieler          | DAY    | KWI    | BIN    | GWI    | WAK    | NOP    | MIL    | Partien | Frames | Punkte | Preisgeld NB |
| 1    | Ryan Day         |        | 3:1    | 3:1    | 3:2    | 3:2    | 3:2    | 2:3    | 5:1     | 17:11  | 5      | 3300 £       |
| 2    | Kyren Wilson     | 1:3    |        | 3:0    | 3:2    | 3:0    | 3:2    | 3:1    | 5:1     | 16:8   | 5      | 2850 £ HB    |
| 3    | Stuart Bingham   | 1:3    | 0:3    |        | 3:2    | 3:2    | 3:2    | 3:1    | 4:2     | 13:13  | 4      | 6100 £       |
| 4    | Gary Wilson      | 2:3    | 2:3    | 2:3    |        | 3:2    | 3:2    | 3:1    | 3:3     | 15:14  | 3      | 4400 £       |
| 5    | Chris Wakelin    | 2:3    | 0:3    | 2:3    | 2:3    |        | 3:2    | 3:0    | 2:4     | 12:14  | 2      | 1450 £ HB    |
| 6    | Noppon Saengkham | 2:3    | 2:3    | 2:3    | 2:3    | 2:3    |        | 3:0    | 1:5     | 13:15  | 1      | 1300 £       |
| 7    | Robert Milkins   | 3:2    | 1:3    | 1:3    | 1:3    | 0:3    | 0:3    |        | 1:5     | 6:17   | 1      | 600 £        |

Qualifikation für das Halbfinale der Gruppe 1
Qualifikation für Gruppe 2

#### K.-o.-Phase
|  | Halbfinale Best of 5 Frames | Halbfinale Best of 5 Frames | Halbfinale Best of 5 Frames |  |  | Finale Best of 5 Frames | Finale Best of 5 Frames | Finale Best of 5 Frames |
|  |                             |                             |                             |  |  |                         |                         |                         |
|  |                             |                             |                             |  |  |                         |                         |                         |
|  | 1                           | Ryan Day                    | 2                           |  |  |                         |                         |                         |
|  | 4                           | Gary Wilson                 | 3                           |  |  |                         |                         |                         |
|  |                             |                             |                             |  |  | 4                       | Gary Wilson             | 0                       |
|  |                             |                             |                             |  |  | 3                       | Stuart Bingham          | 3                       |
|  | 2                           | Kyren Wilson                | 0                           |  |  |                         |                         |                         |
|  | 3                           | Stuart Bingham              | 3                           |  |  |                         |                         |                         |
|  |                             |                             |                             |  |  |                         |                         |                         |

### Gruppe 2
Die Spiele der Gruppe 2 wurden am 4. und 5. Januar 2024 ausgetragen. Vier Spieler aus Gruppe 1 bekamen eine zweite Chance, neu hinzu kamen Mark Selby und Ali Carter. Matthew Selt sprang für den ursprünglich eingeladenen Chinesen Zhang Anda ein. Selby gelang knapp der Vorrundensieg, auch durch ein 3:1 über Chris Wakelin. Im Play-off-Finale trafen sie wieder aufeinander und diesmal sicherte sich Wakelin mit einem 3:2-Sieg die Endgruppenteilnahme. Ryan Day, in Gruppe 1 noch Vorrundensieger, blieb ohne einen einzigen Matchgewinn und schied ebenso aus wie Matthew Selt trotz 3 gewonnenen Partien.

#### Gruppenspiele
| Spiel | Spieler 1     | Ergebnis | Spieler 2     |
| ----- | ------------- | -------- | ------------- |
| 1     | Mark Selby    | 31:31    | Kyren Wilson  |
| 2     | Ali Carter    | 03:03    | Gary Wilson   |
| 3     | Mark Selby    | 13:13    | Ryan Day      |
| 4     | Chris Wakelin | 03:03    | Matthew Selt  |
| 5     | Gary Wilson   | 03:03    | Ryan Day      |
| 6     | Kyren Wilson  | 13:13    | Matthew Selt  |
| 7     | Mark Selby    | 31:31    | Matthew Selt  |
| 8     | Ali Carter    | 30:30    | Chris Wakelin |
| 9     | Ryan Day      | 32:32    | Matthew Selt  |
| 10    | Kyren Wilson  | 03:03    | Chris Wakelin |
| 11    | Ali Carter    | 03:03    | Ryan Day      |
| 12    | Mark Selby    | 13:13    | Gary Wilson   |

| Spiel | Spieler 1     | Ergebnis | Spieler 2     |
| ----- | ------------- | -------- | ------------- |
| 1     | Mark Selby    | 31:31    | Kyren Wilson  |
| 2     | Ali Carter    | 03:03    | Gary Wilson   |
| 3     | Mark Selby    | 13:13    | Ryan Day      |
| 4     | Chris Wakelin | 03:03    | Matthew Selt  |
| 5     | Gary Wilson   | 03:03    | Ryan Day      |
| 6     | Kyren Wilson  | 13:13    | Matthew Selt  |
| 7     | Mark Selby    | 31:31    | Matthew Selt  |
| 8     | Ali Carter    | 30:30    | Chris Wakelin |
| 9     | Ryan Day      | 32:32    | Matthew Selt  |
| 10    | Kyren Wilson  | 03:03    | Chris Wakelin |
| 11    | Ali Carter    | 03:03    | Ryan Day      |
| 12    | Mark Selby    | 13:13    | Gary Wilson   |

| Spiel | Spieler 1    | Ergebnis | Spieler 2     |
| ----- | ------------ | -------- | ------------- |
| 13    | Kyren Wilson | 31:31    | Ali Carter    |
| 14    | Gary Wilson  | 32:32    | Chris Wakelin |
| 15    | Ali Carter   | 32:32    | Matthew Selt  |
| 16    | Ryan Day     | 32:32    | Chris Wakelin |
| 17    | Gary Wilson  | 03:03    | Matthew Selt  |
| 18    | Kyren Wilson | 13:13    | Ryan Day      |
| 19    | Mark Selby   | 03:03    | Ali Carter    |
| 20    | Kyren Wilson | 30:30    | Gary Wilson   |
| 21    | Mark Selby   | 13:13    | Chris Wakelin |

| Spiel | Spieler 1    | Ergebnis | Spieler 2     |
| ----- | ------------ | -------- | ------------- |
| 13    | Kyren Wilson | 31:31    | Ali Carter    |
| 14    | Gary Wilson  | 32:32    | Chris Wakelin |
| 15    | Ali Carter   | 32:32    | Matthew Selt  |
| 16    | Ryan Day     | 32:32    | Chris Wakelin |
| 17    | Gary Wilson  | 03:03    | Matthew Selt  |
| 18    | Kyren Wilson | 13:13    | Ryan Day      |
| 19    | Mark Selby   | 03:03    | Ali Carter    |
| 20    | Kyren Wilson | 30:30    | Gary Wilson   |
| 21    | Mark Selby   | 13:13    | Chris Wakelin |

#### Tabelle
| Pos. | Spieler       | Gegner | Gegner | Gegner | Gegner | Gegner | Gegner | Gegner | Partien | Frames | Punkte | Preisgeld NB |
| ---- | ------------- | ------ | ------ | ------ | ------ | ------ | ------ | ------ | ------- | ------ | ------ | ------------ |
| Pos. | Spieler       | SBY    | KWI    | WAK    | CAR    | GWI    | SLT    | DAY    | Partien | Frames | Punkte | Preisgeld NB |
| 1    | Mark Selby    |        | 1:3    | 3:1    | 3:0    | 3:1    | 1:3    | 3:1    | 4:2     | 14:9   | 4      | 4900 £       |
| 2    | Kyren Wilson  | 3:1    |        | 3:0    | 1:3    | 0:3    | 3:1    | 3:1    | 4:2     | 13:9   | 4      | 2600 £       |
| 3    | Chris Wakelin | 1:3    | 0:3    |        | 3:0    | 3:2    | 3:0    | 3:2    | 4:2     | 13:10  | 4      | 6100 £       |
| 4    | Ali Carter    | 0:3    | 3:1    | 0:3    |        | 3:0    | 2:3    | 3:0    | 3:3     | 11:10  | 3      | 3000 £ HB    |
| 5    | Gary Wilson   | 1:3    | 3:0    | 2:3    | 0:3    |        | 3:0    | 3:0    | 3:3     | 12:9   | 3      | 1200 £       |
| 6    | Matthew Selt  | 3:1    | 1:3    | 0:3    | 3:2    | 0:3    |        | 3:2    | 3:3     | 10:14  | 3      | 900 £        |
| 7    | Ryan Day      | 1:3    | 1:3    | 2:3    | 0:3    | 0:3    | 2:3    |        | 0:6     | 6:18   | 0      | 600 £        |

Qualifikation für das Halbfinale der Gruppe 2
Qualifikation für Gruppe 3

#### K.-o.-Phase
|  | Halbfinale Best of 5 Frames | Halbfinale Best of 5 Frames | Halbfinale Best of 5 Frames |  |  | Finale Best of 5 Frames | Finale Best of 5 Frames | Finale Best of 5 Frames |
|  |                             |                             |                             |  |  |                         |                         |                         |
|  |                             |                             |                             |  |  |                         |                         |                         |
|  | 1                           | Mark Selby                  | 3                           |  |  |                         |                         |                         |
|  | 4                           | Ali Carter                  | 1                           |  |  |                         |                         |                         |
|  |                             |                             |                             |  |  | 1                       | Mark Selby              | 2                       |
|  |                             |                             |                             |  |  | 3                       | Chris Wakelin           | 3                       |
|  | 2                           | Kyren Wilson                | 2                           |  |  |                         |                         |                         |
|  | 3                           | Chris Wakelin               | 3                           |  |  |                         |                         |                         |
|  |                             |                             |                             |  |  |                         |                         |                         |

### Gruppe 3
Die Partien der Gruppe 3 fanden am 5. und 6. Februar 2024 statt. Ali Carter sagte seine weitere Teilnahme ab. Das Feld wurde erweitert um Neil Robertson, den Titelverteidiger John Higgins, Tom Ford und Xiao Guodong. Mark Selby hatte das letzte Mal das Finale verloren, diesmal sicherte er sich souverän mit 3:0 gegen den Vorrundensieger John Higgins den Gruppensieg und die Winners’-Group-Teilnahme.

#### Gruppenspiele
| Spiel | Spieler 1      | Ergebnis | Spieler 2      |
| ----- | -------------- | -------- | -------------- |
| 1     | Neil Robertson | 31:31    | Kyren Wilson   |
| 2     | Mark Selby     | 23:23    | Tom Ford       |
| 3     | Neil Robertson | 32:32    | John Higgins   |
| 4     | Gary Wilson    | 32:32    | Xiao Guodong   |
| 5     | Mark Selby     | 32:32    | John Higgins   |
| 6     | Kyren Wilson   | 03:03    | Xiao Guodong   |
| 7     | Neil Robertson | 13:13    | Xiao Guodong   |
| 8     | Tom Ford       | 30:30    | Gary Wilson    |
| 9     | John Higgins   | 32:32    | Xiao Guodong   |
| 10    | Kyren Wilson   | 30:30    | Gary Wilson    |
| 11    | John Higgins   | 32:32    | Tom Ford       |
| 12    | Mark Selby     | 13:13    | Neil Robertson |

| Spiel | Spieler 1      | Ergebnis | Spieler 2      |
| ----- | -------------- | -------- | -------------- |
| 1     | Neil Robertson | 31:31    | Kyren Wilson   |
| 2     | Mark Selby     | 23:23    | Tom Ford       |
| 3     | Neil Robertson | 32:32    | John Higgins   |
| 4     | Gary Wilson    | 32:32    | Xiao Guodong   |
| 5     | Mark Selby     | 32:32    | John Higgins   |
| 6     | Kyren Wilson   | 03:03    | Xiao Guodong   |
| 7     | Neil Robertson | 13:13    | Xiao Guodong   |
| 8     | Tom Ford       | 30:30    | Gary Wilson    |
| 9     | John Higgins   | 32:32    | Xiao Guodong   |
| 10    | Kyren Wilson   | 30:30    | Gary Wilson    |
| 11    | John Higgins   | 32:32    | Tom Ford       |
| 12    | Mark Selby     | 13:13    | Neil Robertson |

| Spiel | Spieler 1      | Ergebnis | Spieler 2    |
| ----- | -------------- | -------- | ------------ |
| 13    | Kyren Wilson   | 23:23    | Tom Ford     |
| 14    | Mark Selby     | 23:23    | Gary Wilson  |
| 15    | Tom Ford       | 30:30    | Xiao Guodong |
| 16    | John Higgins   | 03:03    | Gary Wilson  |
| 17    | Mark Selby     | 23:23    | Xiao Guodong |
| 18    | Kyren Wilson   | 30:30    | John Higgins |
| 19    | Neil Robertson | 03:03    | Tom Ford     |
| 20    | Neil Robertson | 03:03    | Gary Wilson  |
| 21    | Mark Selby     | 31:31    | Kyren Wilson |

| Spiel | Spieler 1      | Ergebnis | Spieler 2    |
| ----- | -------------- | -------- | ------------ |
| 13    | Kyren Wilson   | 23:23    | Tom Ford     |
| 14    | Mark Selby     | 23:23    | Gary Wilson  |
| 15    | Tom Ford       | 30:30    | Xiao Guodong |
| 16    | John Higgins   | 03:03    | Gary Wilson  |
| 17    | Mark Selby     | 23:23    | Xiao Guodong |
| 18    | Kyren Wilson   | 30:30    | John Higgins |
| 19    | Neil Robertson | 03:03    | Tom Ford     |
| 20    | Neil Robertson | 03:03    | Gary Wilson  |
| 21    | Mark Selby     | 31:31    | Kyren Wilson |

#### Tabelle
| Pos. | Spieler        | Gegner | Gegner | Gegner | Gegner | Gegner | Gegner | Gegner | Partien | Frames | Punkte | Preisgeld NB |
| ---- | -------------- | ------ | ------ | ------ | ------ | ------ | ------ | ------ | ------- | ------ | ------ | ------------ |
| Pos. | Spieler        | HIG    | SBY    | KWI    | ROB    | XIA    | GWI    | FOR    | Partien | Frames | Punkte | Preisgeld NB |
| 1    | John Higgins   |        | 3:2    | 3:0    | 3:2    | 2:3    | 3:0    | 2:3    | 4:2     | 16:10  | 4      | 4500 £       |
| 2    | Mark Selby     | 2:3    |        | 1:3    | 3:1    | 3:2    | 3:2    | 3:2    | 4:2     | 15:13  | 4      | 6300 £       |
| 3    | Kyren Wilson   | 0:3    | 3:1    |        | 3:1    | 3:0    | 0:3    | 3:2    | 4:2     | 12:10  | 4      | 2700 £ HB    |
| 4    | Neil Robertson | 2:3    | 1:3    | 1:3    |        | 3:1    | 3:0    | 3:0    | 3:3     | 13:10  | 3      | 2300 £       |
| 5    | Xiao Guodong   | 3:2    | 2:3    | 0:3    | 1:3    |        | 3:2    | 3:0    | 3:3     | 12:13  | 3      | 1200 £       |
| 6    | Gary Wilson    | 0:3    | 2:3    | 3:0    | 0:3    | 2:3    |        | 3:0    | 2:4     | 10:12  | 2      | 1000 £       |
| 7    | Tom Ford       | 3:2    | 3:2    | 2:3    | 0:3    | 0:3    | 0:3    |        | 1:5     | 7:17   | 1      | 0700 £       |

Qualifikation für das Halbfinale der Gruppe 3
Qualifikation für Gruppe 4

#### K.-o.-Phase
|  | Halbfinale Best of 5 Frames | Halbfinale Best of 5 Frames | Halbfinale Best of 5 Frames |  |  | Finale Best of 5 Frames | Finale Best of 5 Frames | Finale Best of 5 Frames |
|  |                             |                             |                             |  |  |                         |                         |                         |
|  |                             |                             |                             |  |  |                         |                         |                         |
|  | 1                           | John Higgins                | 3                           |  |  |                         |                         |                         |
|  | 4                           | Neil Robertson              | 0                           |  |  |                         |                         |                         |
|  |                             |                             |                             |  |  | 1                       | John Higgins            | 0                       |
|  |                             |                             |                             |  |  | 2                       | Mark Selby              | 3                       |
|  | 2                           | Mark Selby                  | 3                           |  |  |                         |                         |                         |
|  | 3                           | Kyren Wilson                | 0                           |  |  |                         |                         |                         |
|  |                             |                             |                             |  |  |                         |                         |                         |

### Gruppe 4
Die Partien der Gruppe 4 fanden am 7. und 8. Februar 2024 statt. Barry Hawkins, Jimmy Robertson und Ricky Walden wurden für die freien Gruppenplätze eingeladen. Die Vorrunde war so ausgeglichen, dass alle Details der Platzierungsregeln zum Einsatz kamen und trotz drei Siegen ein Frame zu wenig für Jimmy Robertson den Unterschied zwischen Endrundenteilnahme und endgültigem Aus bedeutete. Sein Namensvetter Neil Robertson schaffte es dagegen mit derselben Zahl an Siegen in die Play-offs und mit 2 Siegen über Gegner, gegen die er im Jeder-gegen-Jeden noch verloren hatte, holte er Gruppe 4 und die Endgruppenteilnahme.

#### Gruppenspiele
| Spiel | Spieler 1      | Ergebnis | Spieler 2       |
| ----- | -------------- | -------- | --------------- |
| 1     | Kyren Wilson   | 13:13    | Barry Hawkins   |
| 2     | John Higgins   | 23:23    | Jimmy Robertson |
| 3     | Neil Robertson | 30:30    | Barry Hawkins   |
| 4     | Ricky Walden   | 30:30    | Xiao Guodong    |
| 5     | Neil Robertson | 03:03    | Jimmy Robertson |
| 6     | Kyren Wilson   | 31:31    | Xiao Guodong    |
| 7     | Barry Hawkins  | 31:31    | Jimmy Robertson |
| 8     | John Higgins   | 31:31    | Ricky Walden    |
| 9     | Kyren Wilson   | 30:30    | Jimmy Robertson |
| 10    | Neil Robertson | 03:03    | John Higgins    |
| 11    | Kyren Wilson   | 23:23    | Ricky Walden    |
| 12    | Barry Hawkins  | 13:13    | Xiao Guodong    |

| Spiel | Spieler 1      | Ergebnis | Spieler 2       |
| ----- | -------------- | -------- | --------------- |
| 1     | Kyren Wilson   | 13:13    | Barry Hawkins   |
| 2     | John Higgins   | 23:23    | Jimmy Robertson |
| 3     | Neil Robertson | 30:30    | Barry Hawkins   |
| 4     | Ricky Walden   | 30:30    | Xiao Guodong    |
| 5     | Neil Robertson | 03:03    | Jimmy Robertson |
| 6     | Kyren Wilson   | 31:31    | Xiao Guodong    |
| 7     | Barry Hawkins  | 31:31    | Jimmy Robertson |
| 8     | John Higgins   | 31:31    | Ricky Walden    |
| 9     | Kyren Wilson   | 30:30    | Jimmy Robertson |
| 10    | Neil Robertson | 03:03    | John Higgins    |
| 11    | Kyren Wilson   | 23:23    | Ricky Walden    |
| 12    | Barry Hawkins  | 13:13    | Xiao Guodong    |

| Spiel | Spieler 1       | Ergebnis | Spieler 2       |
| ----- | --------------- | -------- | --------------- |
| 13    | John Higgins    | 23:23    | Xiao Guodong    |
| 14    | Neil Robertson  | 31:31    | Ricky Walden    |
| 15    | Kyren Wilson    | 32:32    | John Higgins    |
| 16    | Ricky Walden    | 03:03    | Jimmy Robertson |
| 17    | Neil Robertson  | 32:32    | Kyren Wilson    |
| 18    | Jimmy Robertson | 23:23    | Xiao Guodong    |
| 19    | Barry Hawkins   | 03:03    | Ricky Walden    |
| 20    | John Higgins    | 13:13    | Barry Hawkins   |
| 21    | Neil Robertson  | 13:13    | Xiao Guodong    |

| Spiel | Spieler 1       | Ergebnis | Spieler 2       |
| ----- | --------------- | -------- | --------------- |
| 13    | John Higgins    | 23:23    | Xiao Guodong    |
| 14    | Neil Robertson  | 31:31    | Ricky Walden    |
| 15    | Kyren Wilson    | 32:32    | John Higgins    |
| 16    | Ricky Walden    | 03:03    | Jimmy Robertson |
| 17    | Neil Robertson  | 32:32    | Kyren Wilson    |
| 18    | Jimmy Robertson | 23:23    | Xiao Guodong    |
| 19    | Barry Hawkins   | 03:03    | Ricky Walden    |
| 20    | John Higgins    | 13:13    | Barry Hawkins   |
| 21    | Neil Robertson  | 13:13    | Xiao Guodong    |

#### Tabelle
| Pos. | Spieler         | Gegner | Gegner | Gegner | Gegner | Gegner | Gegner | Gegner | Partien | Frames | Punkte | Preisgeld NB |
| ---- | --------------- | ------ | ------ | ------ | ------ | ------ | ------ | ------ | ------- | ------ | ------ | ------------ |
| Pos. | Spieler         | HIG    | HAW    | ROB    | KWI    | WAL    | JRO    | XIA    | Partien | Frames | Punkte | Preisgeld NB |
| 1    | John Higgins    |        | 3:1    | 0:3    | 3:2    | 1:3    | 3:2    | 3:2    | 4:2     | 13:13  | 4      | 3100 £ HB    |
| 2    | Barry Hawkins   | 1:3    |        | 3:0    | 1:3    | 3:0    | 1:3    | 3:1    | 3:3     | 12:10  | 3      | 2200 £       |
| 3    | Neil Robertson  | 3:0    | 0:3    |        | 2:3    | 1:3    | 3:0    | 3:1    | 3:3     | 12:10  | 3      | 6000 £       |
| 4    | Kyren Wilson    | 2:3    | 3:1    | 3:2    |        | 3:2    | 0:3    | 1:3    | 3:3     | 12:14  | 3      | 4700 £       |
| 5    | Ricky Walden    | 3:1    | 0:3    | 3:1    | 2:3    |        | 3:0    | 0:3    | 3:3     | 11:11  | 3      | 1100 £       |
| 6    | Jimmy Robertson | 2:3    | 3:1    | 0:3    | 3:0    | 0:3    |        | 3:2    | 3:3     | 11:12  | 3      | 1100 £       |
| 7    | Xiao Guodong    | 2:3    | 1:3    | 1:3    | 3:1    | 3:0    | 2:3    |        | 2:4     | 12:13  | 2      | 1200 £       |

Qualifikation für das Halbfinale der Gruppe 4
Qualifikation für Gruppe 5

#### K.-o.-Phase
|  | Halbfinale Best of 5 Frames | Halbfinale Best of 5 Frames | Halbfinale Best of 5 Frames |  |  | Finale Best of 5 Frames | Finale Best of 5 Frames | Finale Best of 5 Frames |
|  |                             |                             |                             |  |  |                         |                         |                         |
|  |                             |                             |                             |  |  |                         |                         |                         |
|  | 1                           | John Higgins                | 1                           |  |  |                         |                         |                         |
|  | 4                           | Kyren Wilson                | 3                           |  |  |                         |                         |                         |
|  |                             |                             |                             |  |  | 4                       | Kyren Wilson            | 2                       |
|  |                             |                             |                             |  |  | 3                       | Neil Robertson          | 3                       |
|  | 2                           | Barry Hawkins               | 0                           |  |  |                         |                         |                         |
|  | 3                           | Neil Robertson              | 3                           |  |  |                         |                         |                         |
|  |                             |                             |                             |  |  |                         |                         |                         |

### Gruppe 5
Die Partien der Gruppe 5 fanden am 9. und 10. Februar 2024 statt. David Gilbert, Fan Zhengyi und Joe Perry wurden vorab als neue Spieler in dieser Gruppe bekanntgegeben. Barry Hawkins schloss als Erster im Turnier die Vorrunde mit 6 Siegen ab, scheiterte dann aber im ersten K.-o.-Spiel. John Higgins hatte zuvor zweimal die Vorrunde gewonnen und war ebenfalls gescheitert. Diesmal wurde er Zweiter und gewann dafür die Play-offs. Damit schaffte es der Titelverteidiger als fünfter Spieler in die Winners’ Group.

#### Gruppenspiele
| Spiel | Spieler 1     | Ergebnis | Spieler 2     |
| ----- | ------------- | -------- | ------------- |
| 1     | Barry Hawkins | 13:13    | Joe Perry     |
| 2     | Fan Zhengyi   | 03:03    | Kyren Wilson  |
| 3     | Ricky Walden  | 32:32    | David Gilbert |
| 4     | John Higgins  | 03:03    | Joe Perry     |
| 5     | Barry Hawkins | 03:03    | Ricky Walden  |
| 6     | John Higgins  | 03:03    | Fan Zhengyi   |
| 7     | Joe Perry     | 32:32    | Fan Zhengyi   |
| 8     | Kyren Wilson  | 03:03    | David Gilbert |
| 9     | Barry Hawkins | 13:13    | Fan Zhengyi   |
| 10    | Kyren Wilson  | 23:23    | John Higgins  |
| 11    | Barry Hawkins | 03:03    | David Gilbert |
| 12    | Joe Perry     | 32:32    | Ricky Walden  |

| Spiel | Spieler 1     | Ergebnis | Spieler 2     |
| ----- | ------------- | -------- | ------------- |
| 1     | Barry Hawkins | 13:13    | Joe Perry     |
| 2     | Fan Zhengyi   | 03:03    | Kyren Wilson  |
| 3     | Ricky Walden  | 32:32    | David Gilbert |
| 4     | John Higgins  | 03:03    | Joe Perry     |
| 5     | Barry Hawkins | 03:03    | Ricky Walden  |
| 6     | John Higgins  | 03:03    | Fan Zhengyi   |
| 7     | Joe Perry     | 32:32    | Fan Zhengyi   |
| 8     | Kyren Wilson  | 03:03    | David Gilbert |
| 9     | Barry Hawkins | 13:13    | Fan Zhengyi   |
| 10    | Kyren Wilson  | 23:23    | John Higgins  |
| 11    | Barry Hawkins | 03:03    | David Gilbert |
| 12    | Joe Perry     | 32:32    | Ricky Walden  |

| Spiel | Spieler 1     | Ergebnis | Spieler 2     |
| ----- | ------------- | -------- | ------------- |
| 13    | Kyren Wilson  | 30:30    | Ricky Walden  |
| 14    | John Higgins  | 23:23    | David Gilbert |
| 15    | David Gilbert | 32:32    | Fan Zhengyi   |
| 16    | Kyren Wilson  | 32:32    | Barry Hawkins |
| 17    | Ricky Walden  | 31:31    | Fan Zhengyi   |
| 18    | John Higgins  | 30:30    | Barry Hawkins |
| 19    | Joe Perry     | 30:30    | David Gilbert |
| 20    | John Higgins  | 23:23    | Ricky Walden  |
| 21    | Kyren Wilson  | 32:32    | Joe Perry     |

| Spiel | Spieler 1     | Ergebnis | Spieler 2     |
| ----- | ------------- | -------- | ------------- |
| 13    | Kyren Wilson  | 30:30    | Ricky Walden  |
| 14    | John Higgins  | 23:23    | David Gilbert |
| 15    | David Gilbert | 32:32    | Fan Zhengyi   |
| 16    | Kyren Wilson  | 32:32    | Barry Hawkins |
| 17    | Ricky Walden  | 31:31    | Fan Zhengyi   |
| 18    | John Higgins  | 30:30    | Barry Hawkins |
| 19    | Joe Perry     | 30:30    | David Gilbert |
| 20    | John Higgins  | 23:23    | Ricky Walden  |
| 21    | Kyren Wilson  | 32:32    | Joe Perry     |

#### Tabelle
| Pos. | Spieler       | Gegner | Gegner | Gegner | Gegner | Gegner | Gegner | Gegner | Partien | Frames | Punkte | Preisgeld NB |
| ---- | ------------- | ------ | ------ | ------ | ------ | ------ | ------ | ------ | ------- | ------ | ------ | ------------ |
| Pos. | Spieler       | HAW    | HIG    | FAN    | WAL    | KWI    | GIL    | PER    | Partien | Frames | Punkte | Preisgeld NB |
| 1    | Barry Hawkins |        | 3:0    | 3:1    | 3:0    | 3:2    | 3:0    | 3:1    | 6:0     | 18:4   | 6      | 3100 £       |
| 2    | John Higgins  | 0:3    |        | 3:0    | 3:2    | 2:3    | 3:2    | 3:0    | 4:2     | 14:10  | 4      | 6700 £ HB    |
| 3    | Fan Zhengyi   | 1:3    | 0:3    |        | 3:1    | 3:0    | 3:2    | 3:2    | 4:2     | 13:11  | 4      | 2900 £       |
| 4    | Ricky Walden  | 0:3    | 2:3    | 1:3    |        | 3:0    | 2:3    | 3:2    | 2:4     | 11:14  | 2      | 4600 £       |
| 5    | Kyren Wilson  | 2:3    | 3:2    | 0:3    | 0:3    |        | 3:0    | 2:3    | 2:4     | 10:14  | 2      | 1000 £       |
| 6    | Dave Gilbert  | 0:3    | 2:3    | 2:3    | 3:2    | 0:3    |        | 3:0    | 2:4     | 10:14  | 2      | 1000 £       |
| 7    | Joe Perry     | 1:3    | 0:3    | 2:3    | 2:3    | 3:2    | 0:3    |        | 1:5     | 8:17   | 1      | 0800 £       |

Qualifikation für das Halbfinale der Gruppe 5
Qualifikation für Gruppe 6

#### K.-o.-Phase
|  | Halbfinale Best of 5 Frames | Halbfinale Best of 5 Frames | Halbfinale Best of 5 Frames |  |  | Finale Best of 5 Frames | Finale Best of 5 Frames | Finale Best of 5 Frames |
|  |                             |                             |                             |  |  |                         |                         |                         |
|  |                             |                             |                             |  |  |                         |                         |                         |
|  | 1                           | Barry Hawkins               | 1                           |  |  |                         |                         |                         |
|  | 4                           | Ricky Walden                | 3                           |  |  |                         |                         |                         |
|  |                             |                             |                             |  |  | 4                       | Ricky Walden            | 2                       |
|  |                             |                             |                             |  |  | 2                       | John Higgins            | 3                       |
|  | 2                           | John Higgins                | 3                           |  |  |                         |                         |                         |
|  | 3                           | Fan Zhengyi                 | 2                           |  |  |                         |                         |                         |
|  |                             |                             |                             |  |  |                         |                         |                         |

### Gruppe 6
Die Partien der Gruppe 6 fanden am 26. und 27. Februar 2024 statt. Barry Hawkins verzichtete auf eine weitere Teilnahme, somit kamen 4 Spieler neu hinzu: Elliot Slessor, Joe O’Connor, Pang Junxu und Sam Craigie. Kyren Wilson war von Anfang an dabei, im sechsten Anlauf holte er den Gruppensieg und sicherte sich damit einen weiteren Auftritt in der Winners’ Group.

#### Gruppenspiele
| Spiel | Spieler 1    | Ergebnis | Spieler 2      |
| ----- | ------------ | -------- | -------------- |
| 1     | Fan Zhengyi  | 13:13    | Elliot Slessor |
| 2     | Ricky Walden | 30:30    | Joe O’Connor   |
| 3     | Pang Junxu   | 30:30    | Elliot Slessor |
| 4     | Kyren Wilson | 13:13    | Sam Craigie    |
| 5     | Pang Junxu   | 13:13    | Joe O’Connor   |
| 6     | Kyren Wilson | 23:23    | Fan Zhengyi    |
| 7     | Joe O’Connor | 31:31    | Elliot Slessor |
| 8     | Ricky Walden | 03:03    | Sam Craigie    |
| 9     | Fan Zhengyi  | 31:31    | Joe O’Connor   |
| 10    | Pang Junxu   | 03:03    | Ricky Walden   |
| 11    | Fan Zhengyi  | 32:32    | Sam Craigie    |
| 12    | Kyren Wilson | 23:23    | Elliot Slessor |

| Spiel | Spieler 1    | Ergebnis | Spieler 2      |
| ----- | ------------ | -------- | -------------- |
| 1     | Fan Zhengyi  | 13:13    | Elliot Slessor |
| 2     | Ricky Walden | 30:30    | Joe O’Connor   |
| 3     | Pang Junxu   | 30:30    | Elliot Slessor |
| 4     | Kyren Wilson | 13:13    | Sam Craigie    |
| 5     | Pang Junxu   | 13:13    | Joe O’Connor   |
| 6     | Kyren Wilson | 23:23    | Fan Zhengyi    |
| 7     | Joe O’Connor | 31:31    | Elliot Slessor |
| 8     | Ricky Walden | 03:03    | Sam Craigie    |
| 9     | Fan Zhengyi  | 31:31    | Joe O’Connor   |
| 10    | Pang Junxu   | 03:03    | Ricky Walden   |
| 11    | Fan Zhengyi  | 32:32    | Sam Craigie    |
| 12    | Kyren Wilson | 23:23    | Elliot Slessor |

| Spiel | Spieler 1      | Ergebnis | Spieler 2      |
| ----- | -------------- | -------- | -------------- |
| 13    | Kyren Wilson   | 23:23    | Ricky Walden   |
| 14    | Pang Junxu     | 32:32    | Sam Craigie    |
| 15    | Fan Zhengyi    | 13:13    | Ricky Walden   |
| 16    | Joe O’Connor   | 30:30    | Sam Craigie    |
| 17    | Fan Zhengyi    | 31:31    | Pang Junxu     |
| 18    | Kyren Wilson   | 31:31    | Joe O’Connor   |
| 19    | Elliot Slessor | 31:31    | Sam Craigie    |
| 20    | Ricky Walden   | 32:32    | Elliot Slessor |
| 21    | Kyren Wilson   | 30:30    | Pang Junxu     |

| Spiel | Spieler 1      | Ergebnis | Spieler 2      |
| ----- | -------------- | -------- | -------------- |
| 13    | Kyren Wilson   | 23:23    | Ricky Walden   |
| 14    | Pang Junxu     | 32:32    | Sam Craigie    |
| 15    | Fan Zhengyi    | 13:13    | Ricky Walden   |
| 16    | Joe O’Connor   | 30:30    | Sam Craigie    |
| 17    | Fan Zhengyi    | 31:31    | Pang Junxu     |
| 18    | Kyren Wilson   | 31:31    | Joe O’Connor   |
| 19    | Elliot Slessor | 31:31    | Sam Craigie    |
| 20    | Ricky Walden   | 32:32    | Elliot Slessor |
| 21    | Kyren Wilson   | 30:30    | Pang Junxu     |

#### Tabelle
| Pos. | Spieler        | Gegner | Gegner | Gegner | Gegner | Gegner | Gegner | Gegner | Partien | Frames | Punkte | Preisgeld NB |
| ---- | -------------- | ------ | ------ | ------ | ------ | ------ | ------ | ------ | ------- | ------ | ------ | ------------ |
| Pos. | Spieler        | PAN    | CRA    | KWI    | SLE    | OCO    | FAN    | WAL    | Partien | Frames | Punkte | Preisgeld NB |
| 1    | Pang Junxu     |        | 2:3    | 3:0    | 0:3    | 3:1    | 3:1    | 3:0    | 4:2     | 14:8   | 4      | 4300 £       |
| 2    | Sam Craigie    | 3:2    |        | 1:3    | 3:1    | 3:0    | 3:2    | 0:3    | 4:2     | 13:11  | 4      | 2900 £       |
| 3    | Kyren Wilson   | 0:3    | 3:1    |        | 3:2    | 1:3    | 3:2    | 3:2    | 4:2     | 13:13  | 4      | 6100 £       |
| 4    | Elliot Slessor | 3:0    | 1:3    | 2:3    |        | 3:1    | 1:3    | 3:2    | 3:3     | 13:12  | 3      | 2900 £       |
| 5    | Joe O’Connor   | 1:3    | 0:3    | 3:1    | 1:3    |        | 3:1    | 3:0    | 3:3     | 11:11  | 3      | 1100 £       |
| 6    | Fan Zhengyi    | 1:3    | 2:3    | 2:3    | 3:1    | 1:3    |        | 3:1    | 2:4     | 12:14  | 2      | 1200 £       |
| 7    | Ricky Walden   | 0:3    | 3:0    | 2:3    | 2:3    | 0:3    | 1:3    |        | 1:5     | 8:15   | 1      | 1300 £ HB    |

Qualifikation für das Halbfinale der Gruppe 6
Qualifikation für Gruppe 7

#### K.-o.-Phase
|  | Halbfinale Best of 5 Frames | Halbfinale Best of 5 Frames | Halbfinale Best of 5 Frames |  |  | Finale Best of 5 Frames | Finale Best of 5 Frames | Finale Best of 5 Frames |
|  |                             |                             |                             |  |  |                         |                         |                         |
|  |                             |                             |                             |  |  |                         |                         |                         |
|  | 1                           | Pang Junxu                  | 3                           |  |  |                         |                         |                         |
|  | 4                           | Elliot Slessor              | 2                           |  |  |                         |                         |                         |
|  |                             |                             |                             |  |  | 1                       | Pang Junxu              | 0                       |
|  |                             |                             |                             |  |  | 3                       | Kyren Wilson            | 3                       |
|  | 3                           | Kyren Wilson                | 3                           |  |  |                         |                         |                         |
|  | 2                           | Sam Craigie                 | 2                           |  |  |                         |                         |                         |
|  |                             |                             |                             |  |  |                         |                         |                         |

### Gruppe 7
Mit den Partien der Gruppe 7 am 28. und 29. Februar 2024 endete die Qualifikationsphase für die Winners’ Group des Turniers. Ronnie O’Sullivan, Jordan Brown und Jak Jones waren die drei, die als letzte Spieler noch eine Teilnahmechance bekamen. Nach dem Rückzug des Weltranglistenersten O’Sullivan am zweiten Tag war der Weg frei für Joe O’Connor. Im letzten Gruppenspiel gegen Elliot Slessor gelang ihm ein Maximum Break, sein erstes und das 200. in der Geschichte des Profisnooker. Danach spielte er souverän die beiden Ausscheidungsmatches zum Gruppensieg und zum Gewinn des letzten freien Platzes in der Winners’ Group.

#### Gruppenspiele
Ronnie O’Sullivan hatte am ersten Tag gespielt, konnte aber am zweiten Tag nicht mehr antreten. Alle Partien, auch die bereits ausgetragenen, wurden deshalb als kampflos verloren gewertet.
| Spiel | Spieler 1         | Ergebnis | Spieler 2      |
| ----- | ----------------- | -------- | -------------- |
| 1     | Ronnie O’Sullivan | kl.      | Sam Craigie    |
| 2     | Pang Junxu        | 30:30    | Jak Jones      |
| 3     | Ronnie O’Sullivan | kl.      | Elliot Slessor |
| 4     | Joe O’Connor      | 32:32    | Jordan Brown   |
| 5     | Jak Jones         | 23:23    | Elliot Slessor |
| 6     | Joe O’Connor      | 03:03    | Sam Craigie    |
| 7     | Ronnie O’Sullivan | kl.      | Jak Jones      |
| 8     | Pang Junxu        | 23:23    | Jordan Brown   |
| 9     | Jak Jones         | 03:03    | Sam Craigie    |
| 10    | Pang Junxu        | 30:30    | Elliot Slessor |
| 11    | Jordan Brown      | 23:23    | Sam Craigie    |
| 12    | Ronnie O’Sullivan | kl.      | Joe O’Connor   |

| Spiel | Spieler 1         | Ergebnis | Spieler 2      |
| ----- | ----------------- | -------- | -------------- |
| 1     | Ronnie O’Sullivan | kl.      | Sam Craigie    |
| 2     | Pang Junxu        | 30:30    | Jak Jones      |
| 3     | Ronnie O’Sullivan | kl.      | Elliot Slessor |
| 4     | Joe O’Connor      | 32:32    | Jordan Brown   |
| 5     | Jak Jones         | 23:23    | Elliot Slessor |
| 6     | Joe O’Connor      | 03:03    | Sam Craigie    |
| 7     | Ronnie O’Sullivan | kl.      | Jak Jones      |
| 8     | Pang Junxu        | 23:23    | Jordan Brown   |
| 9     | Jak Jones         | 03:03    | Sam Craigie    |
| 10    | Pang Junxu        | 30:30    | Elliot Slessor |
| 11    | Jordan Brown      | 23:23    | Sam Craigie    |
| 12    | Ronnie O’Sullivan | kl.      | Joe O’Connor   |

| Spiel | Spieler 1         | Ergebnis | Spieler 2      |
| ----- | ----------------- | -------- | -------------- |
| 13    | Pang Junxu        | 32:32    | Joe O’Connor   |
| 14    | Jordan Brown      | 31:31    | Elliot Slessor |
| 15    | Pang Junxu        | 03:03    | Sam Craigie    |
| 16    | Jordan Brown      | 31:31    | Jak Jones      |
| 17    | Elliot Slessor    | 13:13    | Sam Craigie    |
| 18    | Joe O’Connor      | 32:32    | Jak Jones      |
| 19    | Ronnie O’Sullivan | kl.      | Pang Junxu     |
| 20    | Joe O’Connor      | 23:23    | Elliot Slessor |
| 21    | Ronnie O’Sullivan | kl.      | Jordan Brown   |

| Spiel | Spieler 1         | Ergebnis | Spieler 2      |
| ----- | ----------------- | -------- | -------------- |
| 13    | Pang Junxu        | 32:32    | Joe O’Connor   |
| 14    | Jordan Brown      | 31:31    | Elliot Slessor |
| 15    | Pang Junxu        | 03:03    | Sam Craigie    |
| 16    | Jordan Brown      | 31:31    | Jak Jones      |
| 17    | Elliot Slessor    | 13:13    | Sam Craigie    |
| 18    | Joe O’Connor      | 32:32    | Jak Jones      |
| 19    | Ronnie O’Sullivan | kl.      | Pang Junxu     |
| 20    | Joe O’Connor      | 23:23    | Elliot Slessor |
| 21    | Ronnie O’Sullivan | kl.      | Jordan Brown   |

#### Tabelle
| Pos. | Spieler           | Gegner | Gegner | Gegner | Gegner | Gegner | Gegner | Gegner | Partien | Frames | Punkte | Preisgeld NB |
| ---- | ----------------- | ------ | ------ | ------ | ------ | ------ | ------ | ------ | ------- | ------ | ------ | ------------ |
| Pos. | Spieler           | JON    | SLE    | OCO    | BRO    | PAN    | CRA    | OSO    | Partien | Frames | Punkte | Preisgeld NB |
| 1    | Jak Jones         |        | 3:2    | 3:2    | 3:1    | 3:0    | 3:0    | –      | 5:0     | 15:5   | 5      | 4700 £       |
| 2    | Elliot Slessor    | 2:3    |        | 2:3    | 3:1    | 3:0    | 3:1    | –      | 3:2     | 13:8   | 3      | 2800 £       |
| 3    | Joe O’Connor      | 2:3    | 3:2    |        | 2:3    | 3:2    | 3:0    | –      | 3:2     | 13:10  | 3      | 6900 £ HB    |
| 4    | Jordan Brown      | 1:3    | 1:3    | 3:2    |        | 2:3    | 3:2    | –      | 2:3     | 10:13  | 2      | 2000 £       |
| 5    | Pang Junxu        | 0:3    | 0:3    | 2:3    | 3:2    |        | 3:0    | –      | 2:3     | 8:11   | 2      | 0800 £       |
| 6    | Sam Craigie       | 0:3    | 1:3    | 0:3    | 2:3    | 0:3    |        | –      | 0:5     | 3:15   | 0      | 0500 £       |
| 7    | Ronnie O’Sullivan | –      | –      | –      | –      | –      | –      |        | 0:6     | 0:0    | 0      | 0 £          |

Qualifikation für das Halbfinale der Gruppe 7

#### K.-o.-Phase
|  | Halbfinale Best of 5 Frames | Halbfinale Best of 5 Frames | Halbfinale Best of 5 Frames |  |  | Finale Best of 5 Frames | Finale Best of 5 Frames | Finale Best of 5 Frames |
|  |                             |                             |                             |  |  |                         |                         |                         |
|  |                             |                             |                             |  |  |                         |                         |                         |
|  | 1                           | Jak Jones                   | 3                           |  |  |                         |                         |                         |
|  | 4                           | Jordan Brown                | 0                           |  |  |                         |                         |                         |
|  |                             |                             |                             |  |  | 1                       | Jak Jones               | 0                       |
|  |                             |                             |                             |  |  | 3                       | Joe O’Connor            | 3                       |
|  | 3                           | Joe O’Connor                | 3                           |  |  |                         |                         |                         |
|  | 2                           | Elliot Slessor              | 1                           |  |  |                         |                         |                         |
|  |                             |                             |                             |  |  |                         |                         |                         |

## Winners’ Group
Die Sieger der sieben Gruppen hatten sich für die Gruppenphase der Finalrunde in der Morningside Arena von Leicester qualifiziert und spielten im Round-Robin-Modus um den Einzug ins Halbfinale. Die Spiele fanden am 12. und 13. März 2024 statt. Titelverteidiger John Higgins gewann die Gruppenrunde, verpasste aber das Finale. Mark Selby erreichte nach 2008 und 2009, den ersten beiden Ausgaben, zum dritten Mal das Endspiel. Erstmals gewann er das Turnier mit 3:1 gegen Joe O’Connor, der zum ersten Mal teilgenommen hatte.

### Gruppenspiele
| Spiel | Spieler 1      | Ergebnis | Spieler 2      |
| ----- | -------------- | -------- | -------------- |
| 1     | Kyren Wilson   | 23:23    | Stuart Bingham |
| 2     | Mark Selby     | 03:03    | Joe O’Connor   |
| 3     | John Higgins   | 23:23    | Stuart Bingham |
| 4     | Neil Robertson | 03:03    | Chris Wakelin  |
| 5     | Mark Selby     | 31:31    | John Higgins   |
| 6     | Kyren Wilson   | 30:30    | Neil Robertson |
| 7     | Neil Robertson | 31:31    | Stuart Bingham |
| 8     | Chris Wakelin  | 31:31    | Joe O’Connor   |
| 9     | Mark Selby     | 03:03    | Kyren Wilson   |
| 10    | John Higgins   | 03:03    | Joe O’Connor   |
| 11    | Kyren Wilson   | 23:23    | Chris Wakelin  |
| 12    | Mark Selby     | 30:30    | Stuart Bingham |

| Spiel | Spieler 1      | Ergebnis | Spieler 2      |
| ----- | -------------- | -------- | -------------- |
| 1     | Kyren Wilson   | 23:23    | Stuart Bingham |
| 2     | Mark Selby     | 03:03    | Joe O’Connor   |
| 3     | John Higgins   | 23:23    | Stuart Bingham |
| 4     | Neil Robertson | 03:03    | Chris Wakelin  |
| 5     | Mark Selby     | 31:31    | John Higgins   |
| 6     | Kyren Wilson   | 30:30    | Neil Robertson |
| 7     | Neil Robertson | 31:31    | Stuart Bingham |
| 8     | Chris Wakelin  | 31:31    | Joe O’Connor   |
| 9     | Mark Selby     | 03:03    | Kyren Wilson   |
| 10    | John Higgins   | 03:03    | Joe O’Connor   |
| 11    | Kyren Wilson   | 23:23    | Chris Wakelin  |
| 12    | Mark Selby     | 30:30    | Stuart Bingham |

| Spiel | Spieler 1      | Ergebnis | Spieler 2      |
| ----- | -------------- | -------- | -------------- |
| 13    | Neil Robertson | 32:32    | Joe O’Connor   |
| 14    | John Higgins   | 32:32    | Chris Wakelin  |
| 15    | Kyren Wilson   | 23:23    | Joe O’Connor   |
| 16    | Mark Selby     | 13:13    | Chris Wakelin  |
| 17    | John Higgins   | 13:13    | Kyren Wilson   |
| 18    | Mark Selby     | 13:13    | Neil Robertson |
| 19    | Chris Wakelin  | 31:31    | Stuart Bingham |
| 20    | Stuart Bingham | 30:30    | Joe O’Connor   |
| 21    | John Higgins   | 03:03    | Neil Robertson |

| Spiel | Spieler 1      | Ergebnis | Spieler 2      |
| ----- | -------------- | -------- | -------------- |
| 13    | Neil Robertson | 32:32    | Joe O’Connor   |
| 14    | John Higgins   | 32:32    | Chris Wakelin  |
| 15    | Kyren Wilson   | 23:23    | Joe O’Connor   |
| 16    | Mark Selby     | 13:13    | Chris Wakelin  |
| 17    | John Higgins   | 13:13    | Kyren Wilson   |
| 18    | Mark Selby     | 13:13    | Neil Robertson |
| 19    | Chris Wakelin  | 31:31    | Stuart Bingham |
| 20    | Stuart Bingham | 30:30    | Joe O’Connor   |
| 21    | John Higgins   | 03:03    | Neil Robertson |

### Tabelle
| Pos. | Spieler        | Gegner | Gegner | Gegner | Gegner | Gegner | Gegner | Gegner | Partien | Frames | Punkte | Preisgeld NB |
| ---- | -------------- | ------ | ------ | ------ | ------ | ------ | ------ | ------ | ------- | ------ | ------ | ------------ |
| Pos. | Spieler        | HIG    | SEL    | BIN    | OCO    | KWI    | ROB    | WAK    | Partien | Frames | Punkte | Preisgeld NB |
| 1    | John Higgins   |        | 3:1    | 3:2    | 3:0    | 3:1    | 3:0    | 2:3    | 5:1     | 17:7   | 5      | 06400 £      |
| 2    | Mark Selby     | 1:3    |        | 0:3    | 3:0    | 3:0    | 3:1    | 3:1    | 4:2     | 13:8   | 4      | 14400 £      |
| 3    | Stuart Bingham | 2:3    | 3:0    |        | 0:3    | 2:3    | 3:1    | 3:1    | 3:3     | 13:11  | 3      | 05600 £      |
| 4    | Joe O’Connor   | 0:3    | 0:3    | 3:0    |        | 2:3    | 3:2    | 3:1    | 3:3     | 11:12  | 3      | 08400 £      |
| 5    | Kyren Wilson   | 1:3    | 0:3    | 3:2    | 3:2    |        | 0:3    | 3:2    | 3:3     | 10:15  | 3      | 02000 £      |
| 6    | Neil Robertson | 0:3    | 1:3    | 1:3    | 2:3    | 3:0    |        | 3:0    | 2:4     | 10:12  | 2      | 03000 £ HB   |
| 7    | Chris Wakelin  | 3:2    | 1:3    | 1:3    | 1:3    | 2:3    | 0:3    |        | 1:5     | 8:17   | 1      | 01600 £      |

Qualifikation für das Halbfinale der Winners’ Group

### K.-o.-Phase
|  | Halbfinale Best of 5 Frames | Halbfinale Best of 5 Frames | Halbfinale Best of 5 Frames |  |  | Finale Best of 5 Frames | Finale Best of 5 Frames | Finale Best of 5 Frames |
|  |                             |                             |                             |  |  |                         |                         |                         |
|  |                             |                             |                             |  |  |                         |                         |                         |
|  | 1                           | John Higgins                | 0                           |  |  |                         |                         |                         |
|  | 4                           | Joe O’Connor                | 3                           |  |  |                         |                         |                         |
|  |                             |                             |                             |  |  | 4                       | Joe O’Connor            | 1                       |
|  |                             |                             |                             |  |  | 2                       | Mark Selby              | 3                       |
|  | 2                           | Mark Selby                  | 3                           |  |  |                         |                         |                         |
|  | 3                           | Stuart Bingham              | 0                           |  |  |                         |                         |                         |
|  |                             |                             |                             |  |  |                         |                         |                         |

### Finale
| Finale: Best of 5 Frames Schiedsrichter/in: Dave Ford Morningside Arena, Leicester, England, 13. März 2024 |                |            |
| Joe O’Connor                                                                                               | 1:3            | Mark Selby |
| 67:55 (54 Selby), 0:74 (74), 0:137 (137), 35:71                                                            |                |            |
| 47 | Höchstes Break | 137        |
| – | Century-Breaks | 1          |
| – | 50+-Breaks     | 3          |

## Century-Breaks

### Qualifikationsgruppen
25 Spieler erzielten in der Qualifikation 130 Aufnahmen mit 100 oder mehr Punkten. Zum ersten Mal wurden im Verlauf eines Turniers von John Higgins, Kyren Wilson und Joe O’Connor 3 Maximum Breaks gespielt. Kyren Wilson spielte mit 18 Century-Breaks die meisten.
| John Higgins      | 1475, 1434 (2×), 132, 131, 130 (2×), 129, 127, 125, 109 (2×), 107 (2×), 104, 102, 101      |
| Kyren Wilson      | 1473, 1401 (2×), 139, 137, 131 (2×), 130, 128, 123, 120, 117, 111, 109, 106, 104, 102, 100 |
| Joe O’Connor      | 1477, 132, 114, 109, 106, 100                                                              |
| Ricky Walden      | 1426, 139, 133, 132, 128, 125, 122                                                         |
| Ali Carter        | 1422, 101                                                                                  |
| Pang Junxu        | 141, 122                                                                                   |
| Chris Wakelin     | 1401, 110, 105, 103                                                                        |
| Barry Hawkins     | 139, 138, 128, 105, 104                                                                    |
| Fan Zhengyi       | 139, 106                                                                                   |
| Neil Robertson    | 137 (2×), 135 (2×), 133, 127, 117, 114, 106                                                |
| Mark Selby        | 137, 132, 129 (2×), 128, 124, 123 (2×), 121, 120, 119, 115, 111, 101                       |
| Ryan Day          | 136, 130, 129, 122, 105, 102 (2×), 100                                                     |
| Elliot Slessor    | 134, 133, 115, 112, 105 (2×), 100 (2×)                                                     |
| Xiao Guodong      | 133, 106, 100                                                                              |
| Ronnie O’Sullivan | 129, 113, 100                                                                              |
| Jak Jones         | 129, 120, 105                                                                              |
| Tom Ford          | 128, 104                                                                                   |
| Jimmy Robertson   | 128                                                                                        |
| Noppon Saengkham  | 126                                                                                        |
| Gary Wilson       | 122, 121, 115, 104, 102, 100                                                               |
| Sam Craigie       | 117, 105                                                                                   |
| David Gilbert     | 114, 105                                                                                   |
| Matthew Selt      | 109, 107, 104                                                                              |
| Jordan Brown      | 105                                                                                        |
| Stuart Bingham    | 100                                                                                        |

x die hochgestellte Zahl markiert das jeweils höchste Break in Gruppe x

### Winners’ Group
In der Winners’ Group wurden von sechs Spielern insgesamt 16 Centurys gespielt. Neil Robertson spielte mit einer 143 das höchste, Mark Selby mit sieben die meisten.
| Neil Robertson | 143, 107                          |
| Joe O’Connor   | 139 (2×)                          |
| Stuart Bingham | 138                               |
| Mark Selby     | 137, 136, 131, 123, 118, 113, 104 |
| Kyren Wilson   | 108, 107, 104                     |
| John Higgins   | 102                               |